# Sozialistische Bildung
Die Sozialistische Bildung war eine politisch-didaktische Zeitschrift, die von 1929 bis 1933 als Organ des Reichsausschusses für sozialistische Bildungsarbeit vom Zentralbildungsausschuss der SPD herausgegeben wurde.
Die Zeitschrift erschien monatlich und widmete sich der proletarischen Erwachsenenbildung. Sie stellte das Nachfolgeorgan der Zeitschrift Arbeiter-Bildung, die von 1920 bis 1928 veröffentlicht worden war. Leitende Mitarbeiter der Redaktion waren Karl Korn und Richard Weimann. Als Beilage der Zeitschrift wurde Die Bücherwarte herausgegeben, eine Zeitschrift für "sozialistische Buchkritik", die das Organ der Zentralstelle für das Arbeiterbüchereiwesen war. Herausgeber der Sozialistischen Bildung sowie Herausgeber und Chefredakteur der Bücherwarte war Alexander Stein.